# Degnepoll
Degnepoll o Deknepollen es una aldea del municipio de Vågsøy, en el condado de Sogn og Fjordane, Noruega. Es un suburbio localizado al este del pueblo de Måløy, conectado a él a través de un puente de 1224 m. También se encuentra a aproximadamente 15 km al oeste del pueblo de Bryggja. Tennebø está situado a 1 km al sudeste de Degnepoll, y el lago homónimo se encuentra entre ambas poblaciones.
El nombre «Degnepoll» puede traducirse muy libremente como «pequeño brazo del fiordo del funcionario del municipio» y también es un apellido usado por algunas familias originarias de la comunidad. Su población estimada (2001) es de 245 habitantes.
La industria principal es el procesamiento de pescado y se produce allí aceite de pescado y forraje para alimentar animales. La fábrica estaba en proceso de construcción durante la Segunda Guerra Mundial y se destruyó por completo durante la Operación Archery antes de que pudiera comenzar su actividad. Degnepoll posee una oficina de correo, una estación de gasolina además de puestos de comida rápida, un negocio de elementos electrónicos, dos concesionarias y dos supermercados.